# 佛羅倫薩怪獸

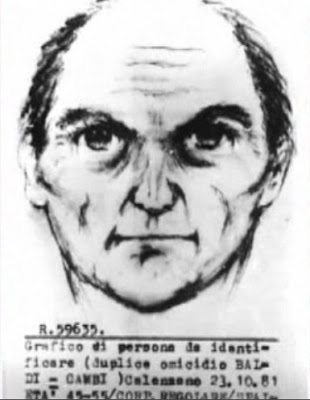
嫌疑犯的假想素描畫像（根據目擊者資料）

佛羅倫薩怪獸（義大利語：Il Mostro di Firenze）一詞由意大利媒體所取，指的是1968年至1985年間，活躍在佛羅倫薩省的身份不明連環殺手。這名兇手被認為殺害了14名受害者，受害者通常是在郊外發生親密關係的年輕情侶。